# Charles E. Toberman
Charles Edward Toberman, né le 23 février 1880 et mort le 10 novembre 1981, est un promoteur immobilier américain. Surnommé « Mr. Hollywood » ou « Father of Hollywood », il est connu pour être à l'initiative de plusieurs établissements célèbres d'Hollywood tels que le Hollywood Bowl, le Grauman's Chinese Theatre, l'El Capitan Theatre, le Hotel Roosevelt, le Grauman's Egyptian Theatre et le Hollywood Masonic Temple.

## Biographie
Charles Edward Toberman naît le 23 février 1880 à Seymour, une petite ville du Texas ; il est le fils de Philip et de Lucy Ann Toberman. Il a deux frères aînés, James Forrest (1865–1945) et Albert Wellington Toberman (1868–1939), ainsi qu'une sœur cadette, Audra Dora Toberman (1886–1887). Son oncle, James R. Toberman (en), est élu maire de Los Angeles à quatre reprises. Charles Toberman étudie à l'université d'agriculture et de mécanique du Texas durant trois ans, puis au Metropolitan Business College de Dallas durant une année.
Toberman épouse Josephine W. Bullock (1880–1970) le 25 juin 1902. Le couple donne naissance à trois enfants : Jeanette, Homer (mort en 1992) et Catherine.

## Carrière
Toberman travaille en tant que sténographe à Dallas et à Wichita Falls, avant de s'installer à Los Angeles en 1902. Il retourne à Wichita Falls et y gère une quincaillerie, puis il repart à Los Angeles, où il exerce diverses fonctions, dont celle de trésorier municipal de Hollywood. Il se lance dans l'immobilier en 1907 et crée la C.E. Toberman Company en 1912. En 1914, il acquiert un domaine de 10 acres (4,047 hectares) baptisé « Las Colinas Heights » et situé à l'écart du centre-ville angelin. Converti en un quartier résidentiel puis revendu au producteur de cinéma Jesse L. Lasky pour le prix de 157 000 dollars en 1922, le secteur est aujourd'hui connu sous le nom de « Outpost Estates (en) ».
Au cours des années 1910 et 1920, Toberman fait construire de nombreux bâtiments et quartiers à Hollywood, dont plusieurs théâtres prestigieux en compagnie du comédien Sid Grauman. En 1924, il commande la construction d'une villa de style espagnol baptisée C.E. Toberman Estate (en). Quatre ans plus tard, il cofonde le Black-Foxe Military Institute (en) avec deux vétérans de la Première Guerre mondiale. Dans les années 1930, alors que le quartier d'Outpost connaît une expansion fulgurante, Toberman y fait construire une habitation ignifugée, résistante aux termites et aux risques sismiques. Située au 2227 Outpost Drive, elle est rachetée par l'acteur Béla Lugosi dès l'achèvement de sa construction. Toberman fait également bâtir le Brevoort Hotel au 6326 Lexington Boulevard ainsi que le Garden Court Apartment Hotel au 7021 Hollywood Boulevard. Au fil de sa carrière, il place 53 subdivisions hollywoodiennes sur le marché, crée plus de 30 compagnies et organisations, fait construire 29 établissements commerciaux à Hollywood et est affilié à 49 organisations. Il gère son patrimoine depuis son bureau situé au cœur de Hollywood.
Durant les dernières années de sa vie, Charles Toberman réside au 7150 La Presa Drive, à Outpost Estates. Il meurt des suites d'une longue maladie le 10 novembre 1981, à l'âge de 101 ans. Il est inhumé au cimetière Hollywood Forever. Son fils Homer deviendra également entrepreneur et promoteur immobilier ; il fera construire plusieurs habitations dans le quartier d'Outpost.